# Нечаєв Олександр Миколайович
Олександр Миколайович Нечаєв (12 грудня 1902, місто Орел, тепер Росія — 5 червня 1987, місто Москва) — радянський військовий діяч. Член ВКП(б) з 1925 року. Депутат Верховної Ради УРСР 3-го скликання. Член Ревізійної Комісії КП України у 1952—1954 роках.

## Біографія
Народився у сім'ї робітника-залізничника. Росіянин. У 1915 році закінчив три класи сільської школи. Працював рознощиком у приватному магазині, продавцем споживкооперації. З серпня 1921 року — на службі в Червоній Армії. Брав участь у Громадянській війні в Росії у 1921—1922 роках
Закінчив 2-і піхотні курси в Москві (1922), Київську повторну піхотну школу (1924), курси вогневої підготовки при Стрілецько-тактичному інституті «Постріл» (1932), Вищі академічні курси при Вищій військовій академії ім. К. Є. Ворошилова (1947).
У серпні 1921 р. призваний до лав Червоної Армії і направлений на навчання на 2-і Московські піхотні курси. Після їх закінчення у вересні 1922 р. був призначений помічником командира взводу 2-ї окремої Московської роти військ ДПУ, з квітня 1923 р. — командував взводом у складі 6-го полку 30-ї дивізії військ ДПУ. З вересня 1923 р. вчився спочатку в 8-й Петроградській піхотній школі командного складу, потім в Київській піхотній школі. Після закінчення з жовтня 1924 р. проходив службу в 6-й стрілецькій дивізії Московського військового округу, командував взводом, господарською ротою 17-го стрілецького полку, був командиром батальйону 16-го і 17-го стрілецьких полків.
З січня по травень 1932 р. знаходився на курсах вогневої підготовки при Стрілецько-тактичному інституті «Постріл», після закінчення яких призначений помічником командира 17-го стрілецького полку 6-ї стрілецької дивізії. З березня 1933 р. — начальник штабу 144-го стрілецького полку 48-ї стрілецької дивізії, з липня 1933 р.- начальник навчального центру 10-го стрілецького корпусу, з січня 1935 р. — начальник 5-ї частини штабу 84-ї стрілецької дивізії, з травня 1938 р. — командир 164-го стрілецького полку 55-ї стрілецької дивізії
З серпня 1939 р. командував спочатку 149-ю, потім 113-ю стрілецькими дивізіями. На цій посаді брав участь в радянсько-фінській війні 1939—1940 рр. Після закінчення бойових дій з квітня 1940 р. в.о. начальника спочатку Орджонікідзеградського, потім з липня 1940 р. — Дзержинського піхотних училищ Орловського військового округу. З квітня 1941 р. — начальник Орджонікідзевського військового автомобільно-мотоциклетного училища.
Учасник Другої світової війни. У липні 1941 р. був призначений командиром 283-ї стрілецької дивізії Орловського військового округу. У кінці вересня 1941 р. дивізія була передана Брянському фронту, де входила до складу оперативної групи генерала Єрмакова, потім 3-ї армії Південно-Західного фронту. З березня 1943 р. — командир 28-го стрілецького корпусу, який входив до складу 13-ї і 70-ї армій Центрального (з жовтня 1943 р. — 1-го Українського) фронту. З січня 1944 р. — заступник командувача 13-ю армією 1-го Українського фронту. З квітня 1944 р. — командир 106-го стрілецького корпусу 60-ї армії 1-го Українського фронту. У липні 1944 р. був важко поранений і відправлений до госпіталю.
Після війни до жовтня 1945 р. знаходився на лікуванні, потім вчився на Вищих академічних курсах при Вищій військовій академії ім. К. Є. Ворошилова. Після їх закінчення в квітні 1947 р. був призначений командиром 6-го стрілецького корпусу Північно-Кавказького військового округу. З червня 1948 р. — помічник командувача військами Північно-Кавказького військового округу, з серпня 1949 р. — помічник командувача військами Донського військового округу.
З грудня 1949 р. до квітня 1953 р. — командувач 13-ю армією Прикарпатського військового округу. З квітня 1953 р. — помічник командувача 7-ї механізованої армії по піхоті, з жовтня 1954 р. — 1-й заступник командувача 7-ї механізованої армії. З лютого 1955 р. — головний військовий радник при казармовій Народній поліції Німецької Демократичної Республіки (НДР), з лютого 1956 р. — головний військовий радник міністра національної оборони НДР. З березня 1959 р. — старший представник головнокомандувача ОЗС держав — учасників Варшавського Договору в національній народній армії НДР. З січня 1960 р. знаходився у розпорядженні головнокомандувача ЗС СРСР. З вересня 1960 р. — у відставці.

## Звання
- генерал-лейтенант (1943)

## Нагороди
- два ордена Леніна (1943)
- чотири ордени Червоного Прапора (1943, 1944,…)
- орден Суворова 2-го ступеня (1943)
- орден Кутузова 2-го ступеня (1943)
- орден Вітчизняної війни 1-го ступеня
- іноземні нагороди
- медалі